# أرض الفراتين (نشيد)
أرض الفراتين هو النشيد الوطني السابق لجمهورية العراق من 1981 إلى 2004، كتبه شفيق الكمالي. لحن النشيد الملحن اللبناني وليد غلمية. أعتمد النشيد رسمياً لأول مرة في السابع عشر من يوليو عام 1981 وحتى العام 2004.